# Oncidium multistellare
Oncidium multistellare är en orkidéart som först beskrevs av Heinrich Gustav Reichenbach, och fick sitt nu gällande namn av Mark W. Chase och Norris Hagan Williams. Oncidium multistellare ingår i släktet Oncidium och familjen orkidéer. Inga underarter finns listade i Catalogue of Life.